# Pyrinia selecta
Pyrinia selecta là một loài bướm đêm trong họ Geometridae.